# هيئة الغذاء الوطنية (ألبانيا)
هيئة الغذاء الوطنية (بالألبانية: Autoriteti Kombëtar i Ushqimit) هي وكالة حكومية تخضع لإشراف وزارة الزراعة والتنمية الريفية الألبانية. الوكالة مسؤولة عن ضمان الأمن الغذائي للبلاد واستقرار الإمدادات وأسعار الغذاء.